# Jesper Hjulmand
Jesper Hjulmand (født 15. december 1963) er en dansk erhvervsleder og reserveofficer.
Hjulmand er uddannet cand.merc., blev budgetleder og regnskabschef i Rockwool A/S og siden økonomidirektør og adm. direktør i elselskabet NVE a.m.b.a. Siden 2005 har han været adm. direktør for det fusionerede energiselskab SEAS-NVE. Han er oberstløjtnant af reserven i Flyvevåbnet.
Hjulmand er bestyrelsesformand for Dansk Energi- og Forsyningsselskabers Arbejdsgiverforening (DEA), Energi Danmark A/S, ChoosEV A/S og CAT Invest A/S. Han sidder i bestyrelsen for TryghedsGruppen smba (indvalgt 2008), Tryg A/S, Tryg Forsikring A/S (indvalgt 2010), DI - Dansk Industris hovedbestyrelse, Waoo! A/S og Forskerparken CAT A/S. I 2010 blev han optaget i Kraks Blå Bog.
I 2012 kom det frem, at Forsvarsministeriets konsulentbureau havde opfordret Hjulmand til at søge jobbet som ny forsvarschef.